# Noraebang
Noraebang(em coreano: 노래방) refere-se a um local para cantar na Coreia do Sul, onde salas privadas à prova de som ficam disponíveis para serem alugadas e são equipadas para cantar, tendo tipicamente microfones, controles remotos, uma grande tela de vídeo, sofás e decorações como luzes de discoteca e tamborins. O termo "noraebang" é uma palavra composta coreana, misturando norae(노래 - música) e bang(방 - sala). É o equivalente regional de karaokês existentes no Japão.